# 丹波市立図書館
丹波市立図書館（たんばしりつとしょかん）は、日本の兵庫県丹波市が設置している公立図書館の総称である。
氷上町の丹波市立中央図書館（旧氷上町立図書館）を本館とし、他に丹波市の前身各町が設置していた町立図書館・図書室を引き継いで設置された分館5館（いずれも住民センターなどに併設）を有する。

## 概要
2004年（平成16年）に氷上郡の6町合併で丹波市が成立した時点で最大かつ図書館単独の施設を有していたのが1998年（平成10年）に開館した氷上町立図書館のみだったため、同館を「中央図書館」に改称し他の5町が設置していた図書館・図書室を中央館の分館として束ねることになった。
2014年（平成26年）、同じ丹波県民局管内の篠山市立中央図書館（当時）と丹波地区図書館連絡協議会を発足させて広域貸し出しの検討作業を実施し、2017年（平成29年）4月1日から篠山市（現丹波篠山市）、西脇市、朝来市、多可郡多可町および京都府福知山市の居住者に対する広域貸し出しを開始した。広域貸し出し対象となる市町の公立図書館では丹波篠山市立中央図書館の他、西脇市図書館および多可町図書館、福知山市立図書館は丹波市と個別に協定を結んでそれぞれの市町居住者を対象とする相互貸し出しを実施しているが、朝来市図書館（和田山・あさご森の2館）では丹波市居住者への貸し出しを実施していない。
また、兵庫県立図書館の蔵書もインターネットで予約して各館の窓口で受け取りが可能となっている。

## 丹波市立中央図書館
丹波市立中央図書館（たんばしりつちゅうおうとしょかん）は、1998年（平成10年）に当時の氷上町が開館した氷上町立図書館を前身とする。氷上郡内では初めて単立型の図書館として建設された同館は2004年（平成16年）の丹波市成立後、前身各町が設置していた図書館・図書室を分館として束ねることになった。
バリアフリー設計を志向した平屋建て1階の建物で出入口付近の書架を低くするなどの配慮が為されており、開館の翌年には兵庫県が主催する第1回「人間サイズのまちづくり賞」で福祉部門およびまちづくり活動部門賞を受賞した。
- 所在地：669-3602 丹波市氷上町常楽233番地

JR西日本福知山線・石生駅から神姫グリーンバスに乗り「丹波市役所前」バス停で下車。
- ISIL：JP-1002363

周辺
- 丹波市役所
- 氷上健康福祉センター
- 丹波市立氷上中学校

## センター併設館
中央図書館以外の5館は住民センター（公民館）や生涯学習センターなどに併設された分館として扱われているが、全館とも図書館及び関連組織のための国際標準識別子（ISIL）が付与されている。

### 柏原図書館
丹波市立柏原図書館（たんばしりつかいばらとしょかん）は、柏原町の柏原住民センターに併設されている。
- 669-3309 丹波市柏原町柏原5528 柏原住民センター1階

JR西日本福知山線・柏原駅から南西へ徒歩10分。もしくは神姫グリーンバスに乗り「丹波の森公苑」バス停で下車。
- 蔵書数：37,220冊（2016年度）[1]
- ISIL：JP-1002368

### 青垣図書館
丹波市立青垣図書館（たんばしりつあおがきとしょかん）は、青垣町の青垣住民センターに併設されている。
- 669-3892 丹波市青垣町佐治114 青垣住民センター1階

JR西日本福知山線・石生駅から神姫グリーンバスに乗り「佐治」バス停で下車。
- 蔵書数：60,272冊（2016年度）[1]
- ISIL：JP-1002365

### 春日図書館
丹波市立春日図書館（たんばしりつかすがとしょかん）は、春日町の春日住民センターに併設されている。
- 669-4192 丹波市春日町黒井496-2 春日住民センター1階

JR西日本福知山線・黒井駅から東へ徒歩4分、丹波市役所春日庁舎の東側に隣接。
- 蔵書数：46,067冊（2016年度）[1]
- ISIL：JP-1002366

### 山南図書館
丹波市立山南図書館（たんばしりつさんなんとしょかん）は、山南町の山南住民センターに併設されている。
- 669-3198 丹波市山南町谷川1110 山南住民センター2階

JR西日本福知山線・久下村駅から東へ徒歩13分、丹波市役所山南庁舎の東側に隣接。
- 蔵書数：44,889冊（2016年度）[1]
- ISIL：JP-1002367

### 市島図書館
丹波市立市島図書館（たんばしりついちじまとしょかん）は、1995年（平成7年）に開館した市島町の生涯学習施設・ライフピアいちじまに併設されている。
蔵書数は中央館に次いで2番目の規模だが、バス停は設けられておらず公共交通機関でのアクセスに難がある。
- 669-4322 丹波市市島町上田8142 ライフピアいちじま地下1階

JR西日本福知山線・市島駅から東へ徒歩20分
- 蔵書数：73,331冊（2016年度）[1]
- ISIL：JP-1002364